# Damascus (Maryland)
Damascus é uma Região censo-designada localizada no estado americano de Maryland, no Condado de Montgomery.

## Demografia
Segundo o censo americano de 2000, a sua população era de 11.430 habitantes.

## Geografia
De acordo com o United States Census Bureau tem uma área de 24,9 km², dos quais 24,9 km² cobertos por terra e 0,0 km² cobertos por água. Damascus localiza-se a aproximadamente 155 m acima do nível do mar.

## Localidades na vizinhança
O diagrama seguinte representa as localidades num raio de 12 km ao redor de Damascus.